# Pseudomassaria thistletonia
Pseudomassaria thistletonia är en svampart som först beskrevs av Mordecai Cubitt Cooke, och fick sitt nu gällande namn av Arx 1952. Pseudomassaria thistletonia ingår i släktet Pseudomassaria och familjen Hyponectriaceae.   Inga underarter finns listade i Catalogue of Life.